# ジョン・サッター

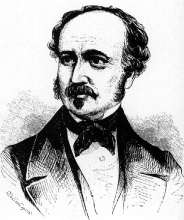
ジョン・サッター

ジョン・オーガスト・サッター（John August Sutter、1803年2月23日 - 1880年6月18日）は、ゴールド・ラッシュとの関わりと、今のカリフォルニア州の州都サクラメントのあたりにサッター砦を建てたことで有名なカリフォルニア人である。ドイツ風では「ヨーハン・アウグスト・ズッター」と発音する。
ゴールド・ラッシュとの関わりでカリフォルニアの隅々にまで名を馳せたサッターであったが、貧窮のうちに生涯を閉じた。彼の事業の失敗を見た彼の長男オーガスト・サッターはこれを教訓に、確実に財をなした。

## 生涯

### 出生からアメリカ移住まで
サッターは1803年2月23日、ドイツ南西部のバーデン＝ヴュルテンベルク州のバーデンのカンデルンの町で、ヨハネス・アウグスト・ズッター（Johannes August Sutter）の子として生まれた。彼の父が隣接するスイスのリューネンブルクからこの町にきていた間の誕生であった。
だが事業で負債を被り、ヨーロッパを離れアメリカへ行くことを強いられた。1834年5月、彼は妻と7歳の子供を残してスイス、ブルクドルフの家を去った。そしてフランスの旅券を持ってフランスのル・アーヴルからニューヨーク行きのサリー号に乗り、1834年の7月14日に到着した。サッターは広範囲の旅行を企てた。
35人のドイツ系の人々とともに、彼はセントルイスからサンタフェに移動し、それから西部の港町を目指した。1838年の4月の初めに宣教師の集団に加わり、猟師のアンドリュー・ドリップスの先導の元、10月にオレゴンのバンクーバー砦に着いた。バンクーバー砦を11月11日に発って12月9日にホノルルへ着いた。
ついにさらに、ロシアの植民地、アラスカのシトカから帆走し、当時つましい布教の拠点であったイエナ・ブエナ、今のサンフランシスコに上陸した。彼の船「クレメンタイン号」がイエナ・ブエナに到着したのは1839年7月1日であった。

### カリフォルニアのサッター砦
サッターが到来した頃のカリフォルニアでは、領域には5000人ほどのヨーロッパ出身の人々が居住し、対照的に3万人のネイティヴ・アメリカンがいた。
そこはメキシコの一部であり、知事のホアン・バチスタ・アルバラードは彼に居留を認可した。すなわち、開拓のための土地の権利である。サッターは1840年8月29日にメキシコ市民となった。それから、後の6月8日には彼は198km²の土地所有権利証書を受け取った。サッターは自身の居留地をホームランドにした後「ヌエヴァ・ヘルヴェティア（新スイス）」と命名した。
サッターはカナカスのようなさまざまな先住民、ヨーロッパ人をその「砦」に雇用した。そこを彼は「フォート・サッター（サッター砦）」と呼んだ。彼はそこに農業の楽園を造ろうと考え、実際に当時の居留地はきわめて広大となり繁栄した。そこは、サッターも救助に努めたドナー隊を含む、たくさんのカリフォルニア定住移民が目的地としていたのである。

### 米墨戦争と金の発見
1847年、米墨戦争の結果メキシコの領土がアメリカ合衆国の手中に収まった。サッターはまず、独立した「カリフォルニア共和国」の樹立の支援をしたが、連邦軍が手短に彼の砦のコントロールを奪うと、サッターは、多勢に無勢だったため抵抗しなかった。1848年にアメリカン川沿いのコロマの粉ひき小屋で、使用人のジェームズ・マーシャルが金を発見した。
サッターのこれを穏便にする企ては失敗した。商人で新聞業者である、サミュエル・ブラマンがサッターの水車小屋で得た金をサンフランシスコに持ち帰り、「金の発見」を宣伝したのである。たくさんの人々がにわかに押し寄せ、サッターが働いている周辺の全てを破壊した。しかし、全てを失うことから守るために、彼は息子のアウグストゥス・サッターに今の土地を譲渡した。
アウグストゥス・サッターはスイスから1848年9月にやってきて、父とともに働いていたが、土地の商業的可能性を解し、サクラメント川にちなんだ「サクラメント」と命名した新しい町の建設のための計画を迅速に立て始めていた。
父の方はこれに対し、憤慨していた。彼は、「サッターヴィル」と町に命名したかったし、それを「ニュー・ヘルヴェティア」領域の近くに建設したかった。

### 晩年と最期
サッターの「エル・ソブランテ」の土地の認可は「無断居住者協会」によって変更され、1858年にアメリカ連邦最高裁判所はその効力を否定した。
サッターはゴールド・ラッシュで失われたものの賠償を求めた。彼は毎月250ドルの年金を受け取った。これは救済としてではなく、サッターが当時、自分の所有と思い込んでソブランテに支払った税金の賠償としてである。彼と妻のナネッテはペンシルベニア州のリッツに居を移した。
そこから彼は、個人的に失われたものの賠償を求める事案について議会に陳情した。1880年連邦政府はこれを認め、支払いの準備をした。しかし賠償が届くよりも、彼の命数が尽きるほうが早かった。ジョン・サッターは同年6月18日に息を引き取った。

## 評価
もし、発見の成果を享受できたなら、彼は世界で最も裕福な者の一人になったであろうと言われている。カリフォルニア州の「サッター郡」は彼に由来する。